# Baci, baci, baci
Singles de France Gall
Les Années folles
(1969) La Torpédo bleue
(1969)
Baci baci baci est une chanson de Wilma Goich, paru en 1969.
La même année, elle a été adaptée en français par Eddy Marnay et enregistrée par France Gall. Sa version est initialement parue en 1969 en single et puis en 1973 sur l'album France Gall
,.

## Développement et composition
L'enregistrement de France Gall a été produit par Norbert Saada.

## Listes des pistes
Single 7" 45 tours (1969, La Compagnie S 012, Belgique)
1. Baci, baci, baci
2. La Torpédo bleue[2]

Single 7" 45 tours (1969, Vogue VB.117, Belgique)
1. La Torpédo bleue
2. Baci, baci, baci[4]

## Classements
Baci, baci, baci / La Torpédo bleue, (France Gall)
| Classement (1969)                       | Meilleure position |
| --------------------------------------- | ------------------ |
| Belgique (Wallonie Ultratop 50 Singles) | Tip                |